# Kiekens
Kiekens is een sitcom, gemaakt door NV Elisabeth, het productiehuis van Stany Crets en Peter Van den Begin. De scenario's zijn van Stany Crets, Koen Van Impe, Johan Terryn en Geert Bouckaert. De productie startte in de zomer van 2009 en werd afgewerkt in september 2009.
Eigen aan de reeks zijn het snelle tempo van de scènes en de overacting. De reeks werd uiteindelijk vanaf 30 november 2011 op Eén uitgezonden.

## Productie
Door de komst van de nieuwe zender EXQI Plus, werden er tal van nieuwe producties gestart. Kiekens was een van deze producties. De opnames vonden plaats in de zomer van 2009.
In februari 2010 werd de zender opgestart. Aangezien de zender geen succes had, werd beslist om de serie voorlopig niet uit te zenden. Intussen is de zender EXQI Plus opgedoekt.
Stany Crets en Peter Van den Begin stelden intussen de serie voor aan andere zenders. Eind mei 2011 werd bekendgemaakt dat Eén de serie had gekocht en dat najaar zou uitzenden. Later bleek de serie toch niet in de najaarsprogrammatie te zitten, maar pas in de winter van 2011 uitgezonden zou worden. Vanaf 30 november 2011 werd de reeks uitgezonden.

## Rolverdeling

### Hoofdrollen
| Acteur                | Personage                    | Functie                             |
| --------------------- | ---------------------------- | ----------------------------------- |
| Koen Van Impe         | Raymond Kiekens              | Adjunct-directeur                   |
| Jaak Van Assche       | Christian 'de Savooi' Savoye | Directeur                           |
| Jonas Van Geel        | Wesley De Vos                | Assistent van de adjunct-directeur  |
| Barbara Sarafian      | Myriam Opdebeeck             | Leerkracht Nederlands en Engels     |
| Peter Van den Eede    | Dirk Smout                   | Conciërge                           |
| Werther Vander Sarren | Herman Van den Bulck         | Leerkracht Latijn en Aardrijkskunde |
| Isabelle Van Hecke    | Brigitte De Meuter           | Leerkracht Frans                    |
| Maarten Bosmans       | Matthijs Vandernoot          | Leerkracht Wiskunde en Scheikunde   |
| Walter Baele          | Pierre Satyn                 | Leerkracht Moraal                   |

### Gastrollen
| Acteur              | Personage               | Functie                                            |
| ------------------- | ----------------------- | -------------------------------------------------- |
| Frank Focketyn      | Werner van Genechten    | Vertegenwoordiger van het ministerie van onderwijs |
| Rik Verheye         | Dennis Vervloet         | Fotograaf voor de schoolkrant                      |
| Ben Van den Heuvel  | Wouter Missotten        | Kind                                               |
| Marianne Loots      | Marianne de Bie         | Leerlinge                                          |
| Stany Crets         | Vader Missotten Pascal  | Vader Politieagent                                 |
| Christel Domen      | Julie English           | Vriendin van Kiekens                               |
| Peter Van den Begin | Detlev Damen Roger      | Dokter Politieagent                                |
| Tiny Bertels        | Daisy Seys              | Verpleegster                                       |
| Stefaan Degand      | Mirko                   | Vriend van Myriam                                  |
| Liesa Van der Aa    | Presley                 | Vriendin van Wesley                                |
| Ludo Hellinx        | Roger Kuikens           | Adjunct-Directeur                                  |
| Bruno Vereeck       |                         | Buschauffeur                                       |
| Bieke Ilegems       | Annie Meulemans         | Reporter                                           |
| Maarten Moeys       | Cameraman               |                                                    |
| Karlijn Sileghem    | Moeder Bastijns         |                                                    |
| Sven De Ridder      | Vader Bastijns          |                                                    |
| Stef Aerts          | Bart "Barabas" Bastijns | Leerling                                           |
| Tuur De Weert       | Maurice Deckers         | Directeur                                          |

## Verhaal
De serie tracht een slapstick, een uitvergrote parodie te brengen over het wel en wee in een middelbare school. Hoofdpersonage is Raymond Kiekens, onderdirecteur, die al jaren aast op de job van directeur Savoye, die elk jaar zegt met pensioen te gaan. Verder komen de verhalen van de verschillende leerkrachten aan bod, die op hun vreemde manier een school, die aan elk controle lijkt te ontsnappen, in stand houden.

## Afleveringen
| Nr | Eerste uitzending                                                                          | Regie                   | Titel                  | Kijkcijfers |
| -- | ------------------------------------------------------------------------------------------ | ----------------------- | ---------------------- | ----------- |
| 1  | 30 november 2011                                                                           | Indra Siera Stany Crets | Het Pensioen           | 861.504     |
| 2  | 7 december 2011                                                                            | Indra Siera Stany Crets | Mama                   | 807.347     |
| 3  | 14 december 2011                                                                           | Indra Siera Stany Crets | De tombola             | 680.570     |
| 4  | 28 december 2011 (door syndicale acties werd Kiekens niet uitgezonden op 21 december 2011) | Indra Siera Stany Crets | De test                | 632.850     |
| 5  | 4 januari 2011                                                                             | Indra Siera Stany Crets | Julie                  | 552.255     |
| 6  | 11 januari 2012                                                                            | Indra Siera Stany Crets | Pop poll               | 600.306     |
| 7  | 18 januari 2012                                                                            | Indra Siera Stany Crets | Medisch onderzoek      | 548.724     |
| 8  | 25 januari 2012                                                                            | Indra Siera Stany Crets | De ring                | -           |
| 9  | 1 februari 2012                                                                            | Indra Siera Stany Crets | Het is maar toneel     | -           |
| 10 | 8 februari 2012                                                                            | Indra Siera Stany Crets | De bijnaam             | 683.303     |
| 11 | 15 februari 2012                                                                           | Indra Siera Stany Crets | Reglement is reglement | 594.743     |
| 12 | 22 februari 2012                                                                           | Indra Siera Stany Crets | Barabas                | 546.455     |
| 13 | 29 februari 2012                                                                           | Indra Siera Stany Crets | Het afscheid           | 621.351     |